# Il diario di Anna Frank (dramma)
Il diario di Anna Frank (The Diary of Anne Frank) è la riduzione teatrale del celebre diario, riadattata per le scene da Frances Goodrich e Albert Hackett.

## Trama
La vicenda inizia con Otto Frank, unico sopravvissuto della sua famiglia, che ritrova in soffitta il Diario tenuto da sua figlia Anna. Nell'epilogo lo stesso Otto spiega cosa è successo alla famiglia Frank dopo l’arresto e la deportazione in campo di concentramento. Tra prologo ed epilogo vanno in scena i capitoli del Diario, con le parole di Anna, a volte fuori campo, nella Amsterdam occupata dai nazisti.

## The Diary of Anne Franknegli Stati Uniti
Il testo di Goodrich e Hackett è andato in scena per la regia di Garson Kanin, prodotto da Kermit Bloomgarden, con le scene di Boris Aronson, i costumi di Helene Pons, le musiche di Saki Oura. Gli interpreti erano: Joseph Schildkraut (Otto Frank), Susan Strasberg (Anna Frank), David Levin, (Peter van Daan), Gusti Huber (Edith Frank), Jack Gilford (Albert Dussel), Dennie Moore (Petronella Van Daan), Lou Jacobi (Hermann Van Daan), Gloria Jones (Miep Gies), Eva Rubinstein (Margot Frank) e Clinton Sundberg (Harry Kraler).
Il debutto avvenne al Cort Theatre di Broadway il 5 ottobre 1955 e successivamente trasferito all’Ambassador Theatre di Broadway per un totale di 717 repliche, poi in tournée in varie città degli Stati Uniti.

## Le rappresentazioni al di fuori degli Stati Uniti
- Tagebuch der Anne Frank, presentato contemporaneamente ad Amburgo, Aquisgrana, Berlino Ovest, Costanza, Düsseldorf, Karlsruhe (Germania Ovest) e Dresda (Germania Est), 1 ottobre 1956[2].
- Het Dagboek van Anne Frank, Amsterdam, Nieuwe de la Mar, 28 novembre 1956, in presenza della Regina Giuliana[3].
- The Diary of Anne Frank, regia di Frith Banbury, con Perlita Neilson nel ruolo di Anna Frank, Londra, Phoenix Theatre, 29 novembre 1956[4].
- El diario de Ana Frank, regia di José María Aguado, con Berta Riaza nel ruolo di Anna Frank, Madrid, Teatro Español, 2 gennaio 1957[5].
- Habimah Theater, Tel Aviv, 22 gennaio 1957.
- Le journal d'Anne Frank, adattamento in francese di Georges Neveux, regia di Marguerite Jamois, con Pascale Audret nel ruolo di Anna Frank, Théâtre Montparnasse di Parigi, 28 settembre 1957[6].
- Anne Franks Dagbok, con Liv Ullmann nel ruolo di Anna Frank, Stavanger, Rogaland Teater, 1957.

## Rappresentazioni italiane

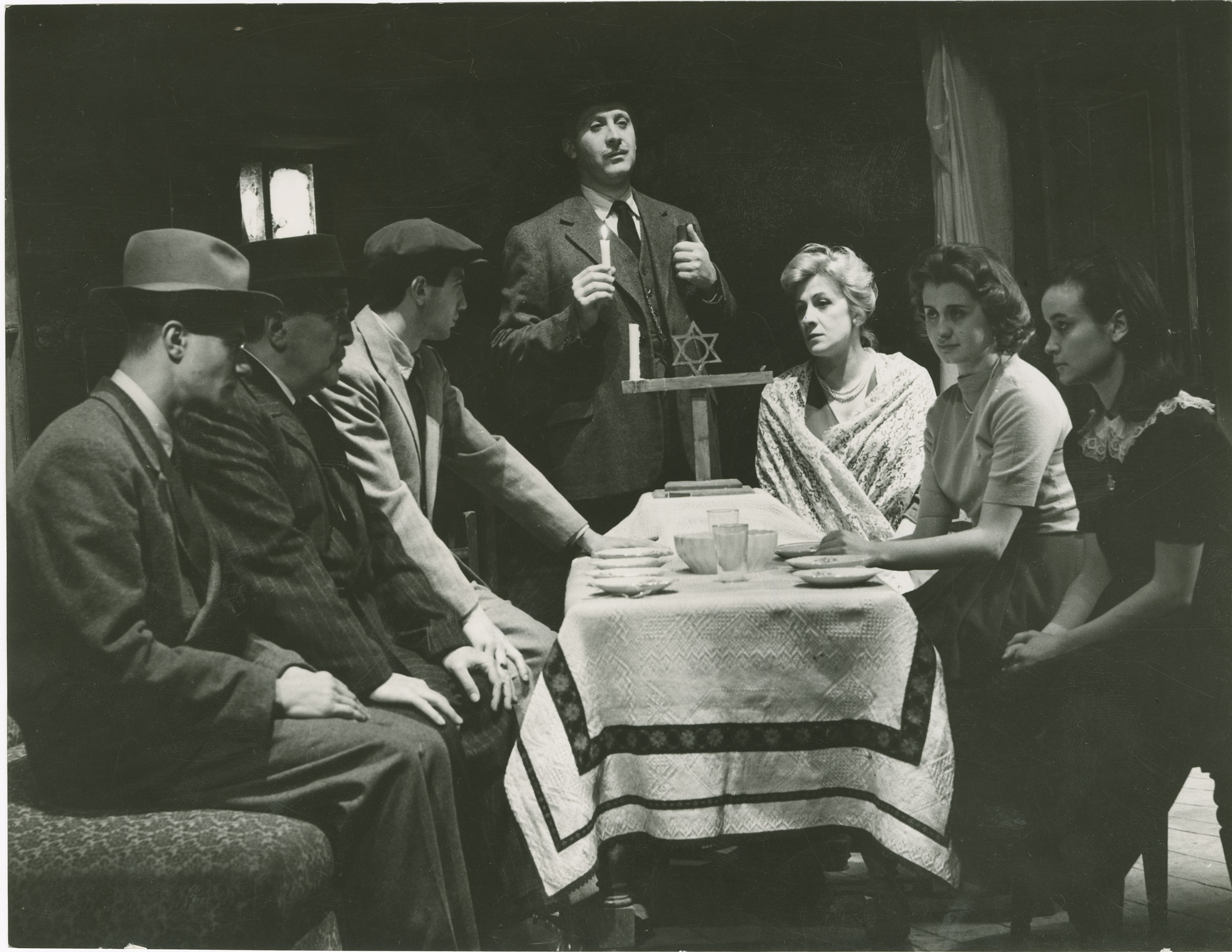
Il diario di Anna Frank, regia di Giorgio De Lullo (1957)

- La prima rappresentazione italiana è avvenuta, ad opera della Compagnia dei Giovani, il 31 gennaio 1957 al Teatro Eliseo di Roma. Interpreti: Romolo Valli, Elsa Albani, Niky De Fernex, Anna Maria Guarnieri (Anna Frank), Nino Marchesini, Diana Torrieri, Luca Ronconi, Renata Mauro, Mario Maranzana, Ferruccio De Ceresa; regia di Giorgio De Lullo, aiuto regista Lina Wertmüller, scene di Gianni Polidori, costumi di Ebe Colciaghi[7].
La regia di De Lullo si caratterizzava per la meticolosità nella preparazione: un viaggio sino a Basilea per incontrare Otto Frank, dove allora viveva, e ben due mesi di prove[8].
- Nel 1977 è andata in scena la Compagnia del Teatro Mobile per la regia di Giulio Bosetti. Interpreti: Giulio Bosetti, Ginella Bertacchi, Valentina Montanari, Nada Malanima, Gastone Bartolucci, Marina Bonfigli, Claudio Trionfi, Elisabetta Bonino, Alfredo Piano, Enrico Ostermann; scene e costumi di Sergio D’Osmo, musiche di Giancarlo Chiaramello[9].
- Nel 1991 la Compagnia Pambieri-Tanzi, con la regia di Gianfranco De Bosio, presentava una nuova versione del Diario, con Micol Pambieri, Giuseppe Pambieri, Lia Tanzi, Dorotea Aslanidis, Luca De Bei, Maurizio Marchetti, Giulio Farnese, Giorgina Cantalini, Maura Catalan, Roberto Gandini; scene di Gianfranco Padovani, costumi di Aldo Buti[10]. Una delle caratteristiche di questa versione era che Micol Pambieri (Anna Frank) nella vita è proprio figlia di Giuseppe Pambieri (Otto Frank) e di Lia Tanzi (Edith Frank).

## Versione del 1997
Nel 1997 la drammaturga Wendy Kesselman riceveva l’incarico di rivedere il copione di Goodrich e Hackett che tenesse conto delle variazioni conseguenti alla pubblicazione di The Diary of a Young Girl: The Definitive Edition, avvenuta nel 1995 (casa editrice Doubleday). Ne risultava un nuovo testo che, per la regia di James Lapine, era interpretato da Natalie Portman (Anna Frank), George Hearn (Otto Frank), Sophie Hayden (Edith Frank), Rachel Miner (Margot Frank), Jessica Walling (Miep Gies), Jonathan Kaplan (Peter Van Daan), Philip Goodwin (Harry Kraler), Harris Yulin (Hermann Van Daan), Linda Lavin (Petronella Van Daan), Austin Pendleton (Albert Dussel).
La prima è andata in scena al Colonial Theatre di Boston in data 28 ottobre 1997 (15 repliche) e successivamente al Music Box Theatre di Broadway a partire dal 4 dicembre 1997 per 221 repliche.

## Adattamenti
Il film di George Stevens del 1959 Il diario di Anna Frank è basato sulla versione teatrale del diario.

## Riconoscimenti

### Negli Stati Uniti
- 1956 - Premio Pulitzer per la drammaturgia
- 1956 - Tony Award alla migliore opera teatrale
- 1956 - Candidatura di Susan Strasberg al Tony Award alla miglior attrice protagonista in un'opera teatrale
- 1956 - Candidatura di Boris Aronson al Tony Award per la migliore scenografia di un'opera teatrale
- 1956 - Candidatura di Helene Pons al Tony Award per i migliori costumi di un'opera teatrale
- 1956 - Candidatura di Garson Kanin al Tony Award per la migliore regia di un'opera teatrale
- 1956 - Theatre World Award a Susan Strasberg
- 1956 - New York Drama Critics' Circle per la migliore opera teatrale americana
- 1998 - Candidatura al Tony Award per il migliore revival di un'opera teatrale
- 1998 - Candidatura di Linda Lavin al Drama Desk Award per la migliore attrice non protagonista in un'opera teatrale
- 1998 - Candidatura di Harris Yulin al Drama Desk Award per il migliore attore non protagonista in un'opera teatrale

### In Italia
- 1957 - Premio San Genesio a Giorgio De Lullo per la migliore regia[13]
- 1957 - Premio San Genesio a Romolo Valli per la migliore caratterizzazione maschile
- 1957 - Premio Nettuno d’oro a Giorgio De Lullo per la migliore regia[14]
- 1957 - Premio Nettuno d’oro ad Anna Maria Guarnieri per la migliore attrice protagonista (ex aequo con Anna Proclemer)